# Єлизаветпіль (Хмельницький район)
Єлизаве́тпіль — село в Україні, у Теофіпольській селищній громаді Хмельницького району Хмельницької області. Розташоване на північному заході району. До 2020 було підпорядковане Гальчинецькій сільській раді.

## Історія
Перша згадка про село датується 1420 роком.
Село до 1860 року називалося Свинна. Вперше ця назва згадується у дарчому акті великого князя литовського Вітовта від 30 липня 1420 року. За вірну службу він подарував це село Павлу Єловицькому. Поселення виникло біля дубового лісу, в якому водилося багато диких свиней. Звідси і первісна назва. В 1860 році у поміщиків Хоментовських село купив Костянтин Ясенський, він і перейменував село, назвавши його іменем своєї дружини Єлизавети — Єлизаветпіль.
7 (20) листопада 1917 року, відповідно до.Третього Універсалу Української Центральної Ради, увійшло до складу Української Народної Республіки.
У селі 135 дворів, 236 мешканців (2007). Є загальноосвітня школа та клуб.
12 червня 2020 року, відповідно до розпорядження Кабінету Міністрів України № 727-р «Про визначення адміністративних центрів та затвердження територій територіальних громад Хмельницької області», увійшло до складу Теофіпольської селищної громади.
19 липня 2020 року, в результаті адміністративно-територіальної реформи та ліквідації Теофіпольського району, село увійшло до складу Хмельницького району.

## Населення

### Мова
Розподіл населення за рідною мовою за даними :
| Мова       | Кількість | Відсоток |
| ---------- | --------- | -------- |
| українська | 264       | 99.24%   |
| російська  | 1         | 0.38%    |
| румунська  | 1         | 0.38%    |
| Усього     | 266       | 100%     |

## Відомі уродженці
- Молякевич Дмитро Панасович (1926) — український поет, заслужений працівник культури України, член Національної Спілки письменників України.